# Greta Svabo Bech
Greta Svabo Bech, född 1987 i Torshamn, är en färöisk sångerska. Hon är den första färöiska sångerskan som fått en Grammy Award-nominering. Det var Deadmau5's (Joel Zimmerman) låt Raise your Weapon, som Bech sjunger, som blev nominerad i kategorin Best Dance Recording. Deadmau5 album 4x4=12 som innehåller låten Raise your Weapon nominerades också.

## Karriär
Båda föräldrarna kommer från Färöarna. Hon föddes i Torshamn på Färöarna och bodde där de första 3 åren, då familjen flyttade till Portugal, där de bodde tills hon var 5 år gammal, varefter de flyttade till England. Familjen bodde i England till hon var 10 år gammal, då familjen flyttade till Singapore, där de bodde tills hon som 18-åring flyttade till Färöarna för att komma tillbaka till rötterna, sade hon i en intervju med den färöiska radion. Efter att ha bott på Färöarna i ca. ett år flyttade Bech till England, där hon studerade musik och filosofi. År 2013 flyttade hon till Miðvágur på Vágar i Färöarna.
Medan Bech studerade vid universitetet i Liverpool, var hon en av grundarna av bandet Picture Book, där hon var medlem i 4 år. Under 2010 sjöng hon en sång som den välkända kanadensiska producenten Deadmau5 släppt. Låten heter Raise Your Weapon och var bland annat släppt som en video på Youtube och som en singel år 2011. Låten är också med på Deadmau5 album 4x4=12, som släpptes den 6 december 2011. Grammy Awards hölls den 12 februari 2012. Mannen bakom Deadmau5, Joel Zimmerman, hade hört några av Picture Books låtar via sitt skivbolag och han gillade det han hörde.
Bech har samarbetat med den italienska duon The Bloody Beetroots 2012–2013, hon sjunger sången "Chronicles of a Fallen Love".
I september 2013 publicerade den amerikanska sångerskan Cher sitt album "Closer to the Truth", där Bech har skrivit låten "My Love".

## Diskografi

### Egna låtar
- 2013 - Shut Up & Sing, släpptes på iTunes och Amazon

#### Shut Up & Sing, remixad
- 2013 - Shut Up & Sing, remixad av: Designer Drugs
- 2013 - Shut Up & Sing, remixad av: Zeds Dead
- 2013 - Shut Up & Sing, remixad av: The Frederik

### Remix med Ludovico Einaudi
- 2013 - In a Time Lapse (Ludovico Einaudi Remixes, EP) - Bech sjunger, har remixat och skrivit texten till låten Circles, som baseras på Einaudis klassiska verk Experience[7]

### Låtskrivare för Cheer
- 2013 - Cher, Closer To The Truth, Bech är en av låtskrivarna och kompositörerna till låten My Love.

### Tillsammans med The Bloody Beetroots
- 2013 - The Bloody Beetroots – Chronicles of a Fallen Love Remixes Part 2
- 2013 - The Bloody Beetroots – Chronicles of a Fallen Love Remixes Part 1
- 2012 - The Bloody Beetroots – Chronicles of a Fallen Love (single), Bech sjunger

### Tillsammans med Sakaris
- 2012 - Sakaris (Sakaris Emil Joensen) – I Have Beautiful Eyes

### Tillsammans med Deadmau5
- 2011 - Deadmau5 – Raise Your Weapon (Remixes), Bech sjunger (sången blev nominerad till en Grammy Award)
- 2010 - Deadmau5 – 4x4=12 (Bech sjunger Raise Your Weapon)

### Gemini
- 2012 - Gemini – Fire Inside (EP)

### Picture Book
- 2012 - At Long Last (EP)

### 6ix Toys
2011 – Future Funk, Another Day (EP)
2011 - Alma de Cuba, Smells like Teen Spirit och Black or White (EP)